# Vitali Petrov
Vitali Aleksàndrovitx Petrov (8 de setembre del 1984, Vyborg, Rússia) és un pilot de curses automobilístiques rus que ha arribat a disputar curses de Fórmula 1. Vitali Petrov va debutar amb un Renault a la primera cursa de la temporada 2010 (la 61a temporada de la història) del campionat del món de la Fórmula 1, disputant el 14 de març del 2010 el G.P. de Bahrain al circuit de Bahrain. També va participar en el Mundial de Fórmula 1 en les temporades 2011 i 2012.

## Resultats a la Fórmula 1
| Any  | Escuderia            | 1       | 2       | 3       | 4      | 5      | 6       | 7       | 8      | 9       | 10     | 11     | 12     | 13     | 14      | 15     | 16      | 17      | 18     | 19     | 20     | Class. | Punts |
| ---- | -------------------- | ------- | ------- | ------- | ------ | ------ | ------- | ------- | ------ | ------- | ------ | ------ | ------ | ------ | ------- | ------ | ------- | ------- | ------ | ------ | ------ | ------ | ----- |
| 2010 | · Renault            | BHR Ret | AUS Ret | MAL Ret | CHN 7  | ESP 11 | MON 13  | TUR 15  | CAN 17 | EUR 14  | GBR 13 | GER 10 | HUN 5  | BEL 9  | ITA 13  | SIN 11 | JPN Ret | COR Ret | BRA 16 | ABU 6  |        | 13è    | 27    |
| 2011 | · Team Lotus Renault | BHR -   | AUS 3   | MAL 16  | CHN 9  | TUR 8  | ESP 11  | MON Ret | CAN 5  | EUR 15  | GBR 12 | GER 10 | HUN 12 | BEL 9  | ITA Ret | SIN 17 | JPN 9   | COR Ret | IND 11 | ABU 13 | BRA 10 | 10è    | 37    |
| 2012 | · Caterham           | AUS Ret | MAL 16  | CHN 18  | BAH 16 | ESP 17 | MON Ret | CAN 19  | EUR 13 | GBR Ret | GER 16 | HUN 19 | BEL 14 | ITA 15 | SIN 19  | JPN 17 | COR 16  | IND 17  | ABU 16 | USA 17 | BRA 11 | 19è    | 0     |